# Amayé-sur-Seulles
 Amayé-sur-Seulles  es una población y comuna francesa, en la región de Baja Normandía, departamento de Calvados, en el distrito de Caen y cantón de Villers-Bocage (Calvados).

## Demografía
| 194 | 195 | 169 | 185 | 158 | 163 |
| Para los censos de 1962 a 1999 la población legal corresponde a la población sin duplicidades (Fuente: INSEE [Consultar]) |     |     |     |     |     |